# 魔花螳螂
魔花螳螂，被誉为“螳螂之王”，可以模拟花朵的外观，是具有此拟态的螳螂中体型最大的一种。它是魔花螳螂属下唯一的一种螳螂。
雌性体长约13厘米（约5英寸），雄性体长约10厘米（约4英寸）。它们原产于埃塞俄比亚、肯尼亚、马拉维、索马里、坦桑尼亚、南苏丹和乌干达。